# 东乐镇
东乐镇，是中华人民共和国甘肃省张掖市山丹县下辖的一个乡镇级行政单位。
2014年，甘肃省民政厅批复同意撤销东乐乡，设立东乐镇。

## 行政区划
东乐镇下辖以下地区：
山羊堡村、西屯村、城西村、城东村、大寨村、小寨村、五墩村、十里堡村、大桥村和静安村。